# Internationaal Danstheater
Het Internationaal Danstheater, gevestigd in de Doelenzaal aan de Kloveniersburgwal in Amsterdam is een professioneel dansgezelschap dat een internationaal repertoire opvoert.
Het gezelschap werd onder de naam Folkloristisch Danstheater opgericht in 1961 onder leiding van Ferdinand van Altena en anderen. Het legt zich toe op een breed internationaal repertoire uit alle windstreken en beperkt zich niet tot  dansmateriaal uit één land of regio. Sinds 2001 heeft het gezelschap een speciaal jeugdensemble, Het Internationaal Danstheater voor de Jeugd, dat producties maakt voor publiek vanaf acht jaar. Het Internationaal Danstheater toerde onder andere door Europa, India, de Verenigde Staten, China en Rusland. De huidige directeur is Desiree Rebel

## Voorstellingen van het Internationaal Danstheater
- 2014-2015: Crazy Blues
- 2013-2014: SILK, FADO, Si-lin: De legende van de zijdeprinses
- 2012-2013: Zonnekoningen, Mannen van de Tango
- 2011-2012: Met Handen en Voeten (jeugd), SubWays (jongeren),Puur-Barbaars (jubileumvoorstelling), Henna
- 2010-2011: Mourning
- 2009-2010: Stampende Stilte, Dancing on the Edge
- 2008-2009: Proud2B (jeugd), Nesjomme, Spirit (jeugd)
- 2007-2008: Schatten van Moeder India, Love2dance (Jeugd),Reizigers uit Rajastan
- 2006-2007: Niëllo (jubileumvoorstelling), Met Handen en Voeten (jeugd)
- 2005-2006: Parels van de Zee
- 2004-2005: Dance4ever (jeugd), 10.000 Volt
- 2003-2004: Rhythmmm (jeugd), Reizigers uit Rajasthan
- 2002-2003: Danscombinatie 3, Rhythmmm (jeugd), Rode Peper
- 2001-2002: Met Handen en Voeten (jeugd), Jubileumprogramma 40 jaar, Kavkas
- 2000-2001: Alexander
- 1999-2000: Winterdansen, Met Handen en Voeten (jeugd)
- 1998-1999: Dansen rond de Feestdagen, Het Goud van Xian
- 1997-1998: Dansen rond de Feestdagen, De Ziel van de Zwarte Zee
- 1996-1997: Jubileumprogramma 35 jaar, Moeder India, Adieu
- 1995-1996: Karpaten, Dansen rond de Feestdagen
- 1994-1995: Uit de Nieuwe Wereld, Familieprogramma, De Nieuwe Volksverhuizing
- 1993-1994: Thijs de Ganzenhoeder, De Reizigers
- 1992-1993: Rapsodie in Dans
- 1991-1992: Dance4ever, Van de Madonna tot Madonna
- 1990-1991: Karagöz in Nederland, Dansend langs de Zijderoute
- 1989-1990: Mare Nostrum
- 1988-1989: Van Zwarte Woud tot Zwarte Zee
- 1987-1988: Jubileumprogramma 25 jaar, De Wereld danst in Nederland
- 1986-1987: Reidans van Heldendaden
- 1985-1986: Seizoen van jaar en leven
- 1984-1985: Folklore Feest
- 1983-1984: Maskers en Mythen, Van Klompen en Kappen
- 1982-1983: Het Eeuwig Ritueel
- 1981-1982: Moresca Saltarella
- 1980-1981: Rondo
- 1979-1980: Dichten en Dansen